# Prowincja Oristano
Prowincja Oristano (wł. Provincia di Oristano, sard. Provintzia de Aristànis) – prowincja we Włoszech. 
Nadrzędną jednostką podziału administracyjnego jest region (tu: Sardynia), a podrzędną jest gmina.
Liczba gmin w prowincji: 80.